# Renne di Babbo Natale

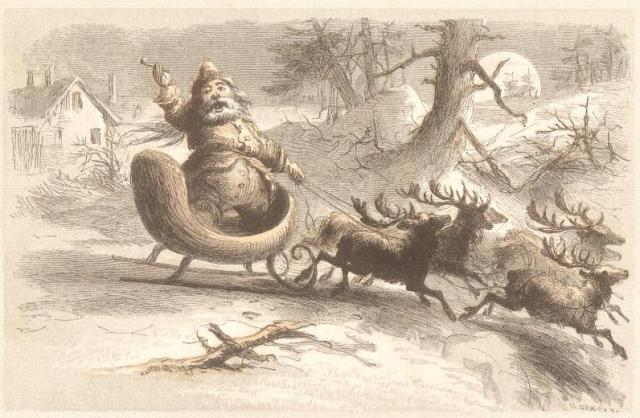
Babbo Natale e le sue renne in un'immagine del 1862.

Le renne di Babbo Natale sono un gruppo di renne che trainano la slitta di Babbo Natale durante la consegna dei regali.
I nomi delle renne, comparsi per la prima volta in una poesia natalizia del 1823 intitolata A Visit from St. Nicholas, sono: Dasher, Dancer, Prancer, Vixen, Comet, Cupid, Dunder (o  Donder) e Blitzen.
Negli ultimi sessant'anni, Rudolph la renna dal naso rosso è stata aggiunta alla squadra principale delle renne di Babbo Natale in seguito al grande successo della canzone natalizia Rudolph the Red-Nosed Reindeer scritta da Johnny Marks nel 1949.

## Lista delle renne
La slitta di Babbo Natale è trainata da 8  renne più una (Rudolph) che ne illumina il cammino:
| Italiano     | Inglese | Tedesco | Francese | Spagnolo  | Portoghese | Latino    | Greco     |
| ------------ | ------- | ------- | -------- | --------- | ---------- | --------- | --------- |
| Fulmine      | Dasher  | Dasher  | Tornade  | Vondín    | Corredora  | Tellum    | Βέλος     |
| Ballerina    | Dancer  | Dancer  | Danseur  | Danzarín  | Dançarina  | Saltatrix | Ορχηστρίς |
| Saltarellino | Prancer | Prancer | Furie    | Saltador  | Empinador  | Acrobates | Άκροβάτης |
| Freccia      | Vixen   | Vixen   | Fringant | Juguetón  | Raposa     | Solers    | Πανούργος |
| Cometa       | Comet   | Comet   | Comète   | Cometa    | Cometa     | Cometes   | Κομήτης   |
| Cupido       | Cupid   | Cupid   | Cupidon  | Cupido    | Cupido     | Cupido    | Ἔρως      |
| Tuono        | Donner  | Donner  | Tonnerre | Trueno    | Trovão     | Tonitrus  | Βροντή    |
| Lampo        | Blitzen | Blitzen | Éclair   | Relámpago | Relámpago  | Fulgur    | Άστραπή   |
| Rodolfo      | Rudy    | Rudolf  | Rudolphe | Rodolfo   | Rodolfo    | Rudolphus | Ροδόλφος  |

## Origine

### Le prime otto renne
Gran parte della tradizione natalizia contemporanea è attribuita alla poesia A Visit from St. Nicholas (conosciuta anche come The Night Before Christmas o Twas the Night Before Christmas) scritta da Clement Clark Moore nel 1823; nella poesia, i nomi delle prime otto renne fanno la loro prima apparizione
I nomi Donner e Blitzer derivano dalle parole tedesche Donner (tuono) e Blitz (saetta/lampo).

### Rudolph (la nona renna)
La storia originale di Rudolph venne scritta nel 1939 da Robert L. May e pubblicata sotto forma di libro per essere letta ai bambini durante il periodo di Natale. Secondo la storia, Rudolph, giovane renna che possedeva un insolito naso rosso e luminoso e per tale motivo veniva presa in giro ed emarginata dai suoi simili, viene scelta da Babbo Natale per illuminare e rendere visibile alle altre renne il sentiero offuscato dalla nebbia.
Nel 1949, Johnny Marks adattò la storia di Rudolph in una canzone natalizia dal titolo Rudolph the Red-Nosed Reindeer.